# ژول بیگو
ژول بیگو (فرانسوی: Jules Bigot‎؛ ۲۲ اکتبر ۱۹۱۵ – ۲۴ اکتبر ۲۰۰۷) بازیکن و مربی فوتبال اهل فرانسه بود.
از باشگاه‌هایی که در آن بازی کرده‌است می‌توان به باشگاه فوتبال سن-اتین، باشگاه فوتبال لو آور، باشگاه فوتبال المپیک مارسی و باشگاه فوتبال لیل اشاره کرد.
وی همچنین در تیم ملی فوتبال فرانسه بازی کرده‌است.